# Judenkopf (Schmitten)
Der Judenkopf bei Schmitten im hessischen Hochtaunuskreis ist ein 613,8 m ü. NHN hoher Berg im Östlichen Hintertaunus, einem Teil des deutschen Mittelgebirges Taunus.

## Bergname
Die Herkunft des Bergnamens ist unbekannt. Im Taunus befinden sich eine gleichnamige Erhebung bei Lorsbach (siehe auch Judenkopf (Lorsbach)) sowie eine Flur gleichen Namens bei Neuenhain, nordwestlich der Siedlung Fuchshöhle am Sulzbach.

## Geographie

### Lage

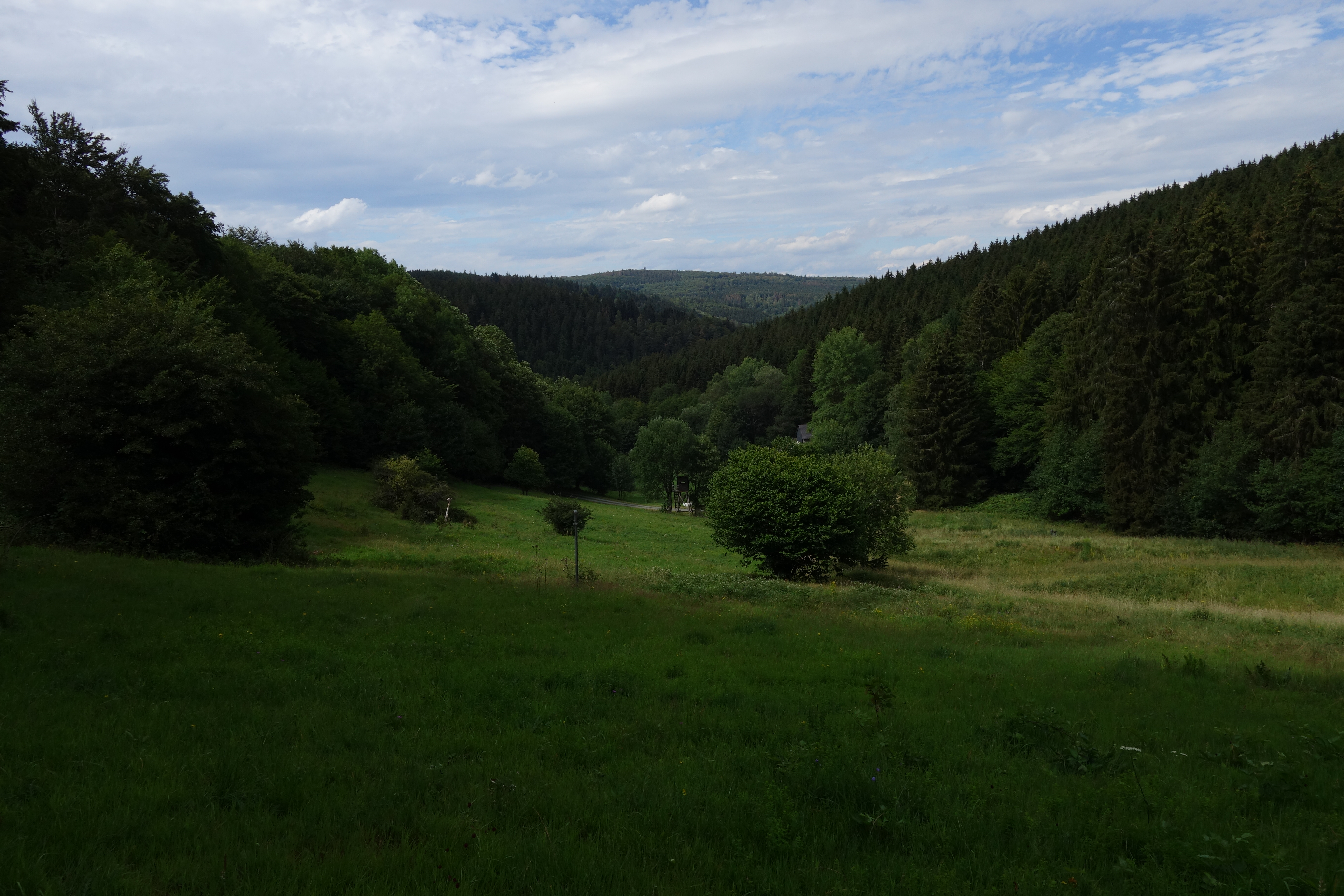
Der östliche Ausläufer des Judenkopfs in Bildmitte, darüber am Horizont der Pferdskopf, gesehen aus südlicher Richtung, vom Talgrund zwischen Sängelberg (links im Vordergrund) und Pfaffenrod (rechts).

Der Judenkopf erhebt sich im Naturpark Taunus. Sein Gipfel liegt 1,3 km westsüdwestlich von Schmitten und 1,2 km (jeweils Luftlinie) nordöstlich von Seelenberg. Südöstlich vorbei am Berg fließt in Südwest-Nordost-Richtung der Lahn-Zufluss Weil, und in den westlich gelegenen Sauwiesen entspringt der kleine Niedgesbach-Zufluss Saubach, der in gleicher Richtung verläuft. Nordnordöstlicher Nachbar ist der Feldkopf (596 m), dessen Landschaft zum nördlich davon befindlichen Pferdskopf (662,6 m) überleitet.

### Naturräumliche Zuordnung
Der Judenkopf gehört in der naturräumlichen Haupteinheitengruppe Taunus (Nr 30) und in der Haupteinheit Östlicher Hintertaunus (302) zur Untereinheit Pferdskopf-Taunus (302.6).

## Schutzgebiete

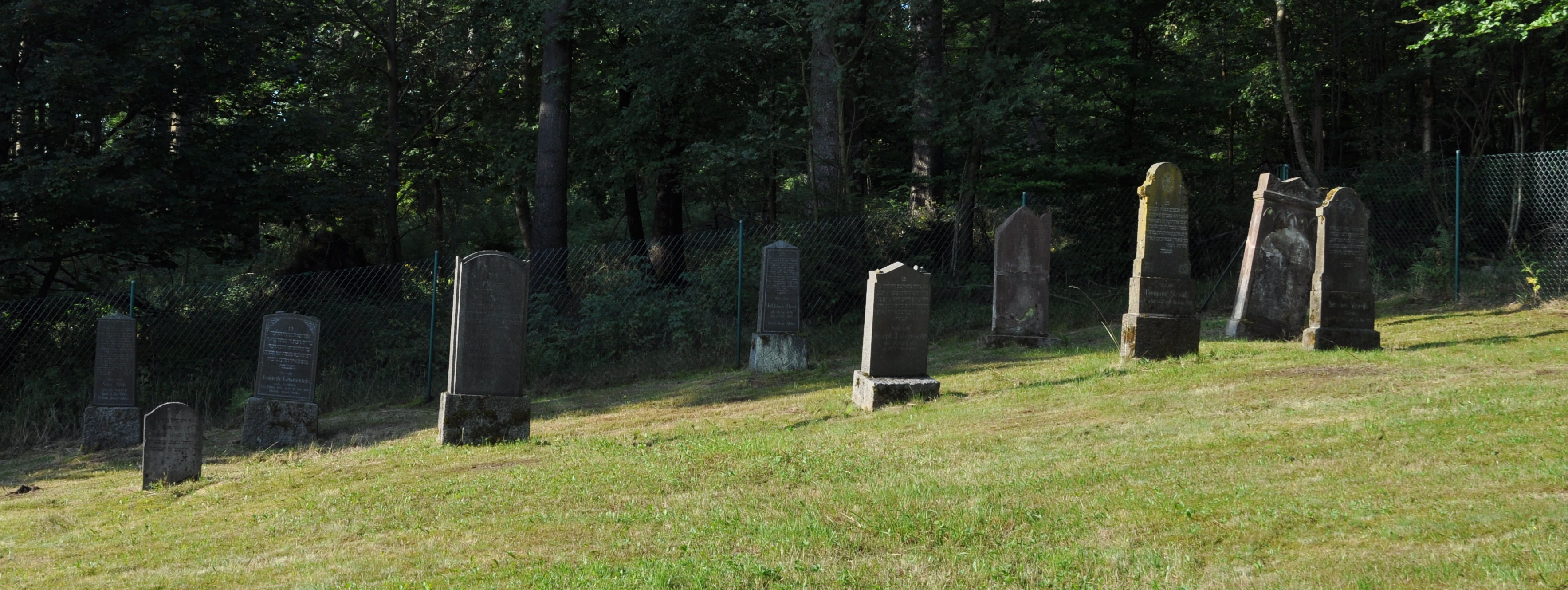
Jüdischer Friedhof Schmitten am Judenkopf bei Schmitten

Westlich bis nordwestlich des Judenkopfs liegt das Naturschutzgebiet Saubach und Niedgesbach bei Schmitten (CDDA-Nr. 165327; 1995 ausgewiesen; 64 ha groß). Dort erstreckt sich auch das Fauna-Flora-Habitat-Gebiet Niedges-, Sau- und Kirrbachtal zwischen Mauloff und Schmitten (FFH-Nr. 5716-306; 1,04 km²).

## Jüdischer Friedhof Schmitten
Auf der Nordostflanke des Judenkopfs liegt etwa 1 km westlich von Schmitten der Jüdische Friedhof Schmitten. Er wurde 1820 angelegt, ungefähr 1935 erfolgte die letzte Beisetzung.

## Verkehr und Wandern
Besonders über die Süd- und Südwestflanke des Judenkopfs verläuft oberhalb der Weil zwischen Schmitten und Seelenberg die Landesstraße 3023. Zum Beispiel an dieser Straße beginnend kann der Berg auf Waldwegen und -pfaden erwandert werden.